# Coupe du Liechtenstein de football 2005-2006
Navigation
Édition précédente Édition suivante

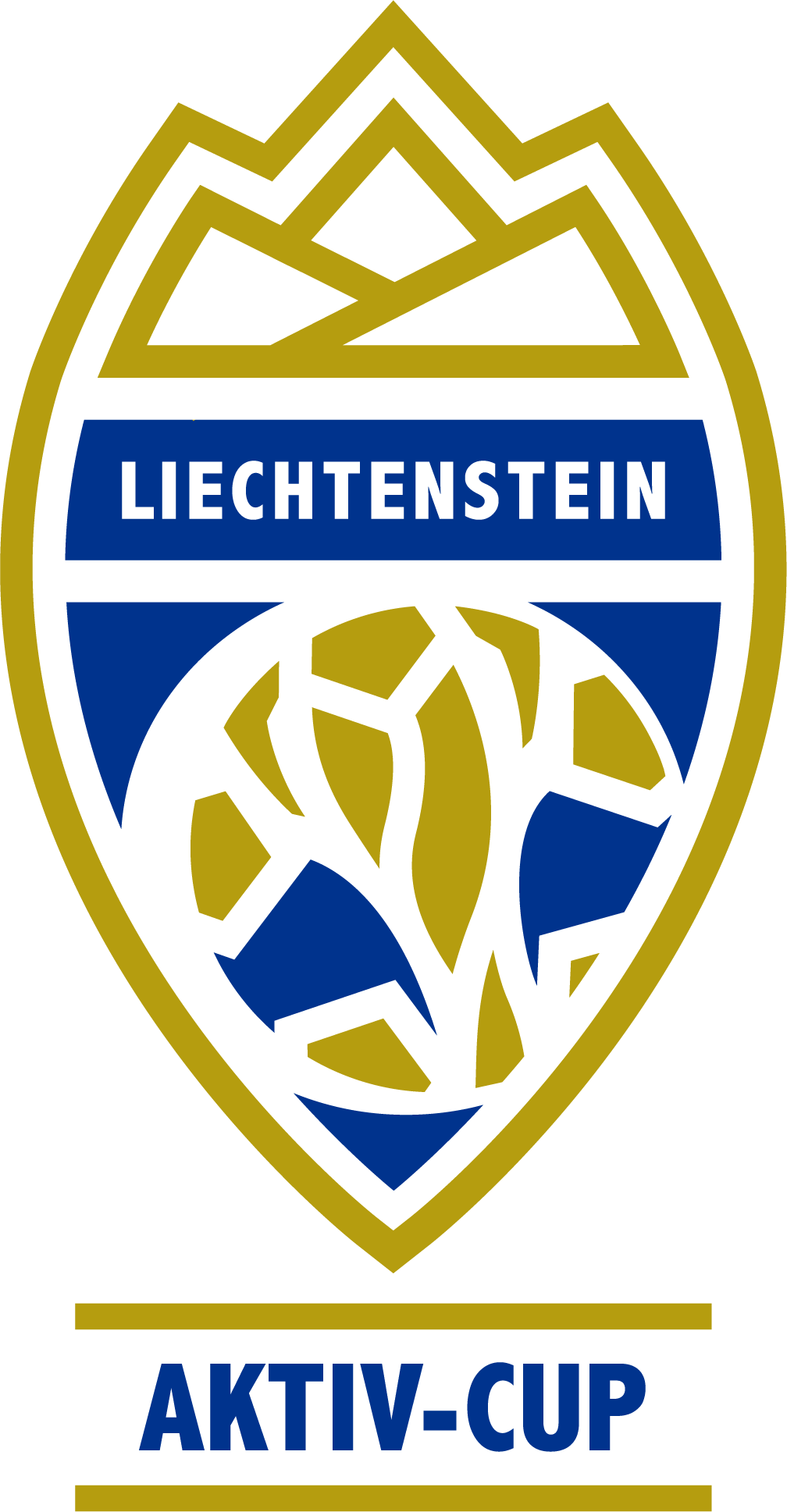

La coupe du Liechtenstein 2005-2006 de football est la 61e édition de la Coupe nationale de football, la seule compétition nationale du pays en l'absence de championnat.
Elle se dispute du 13 septembre 2005 au 17 avril 2006 avec la finale disputée entre le FC Vaduz, tenant du titre depuis 1998, et le FC Balzers.
Les 7 équipes premières du pays ainsi que plusieurs équipes réserves de ces clubs, soit au total 16 formations, prennent part à la compétition.
Le FC Vaduz conserve le trophée en battant le FC Balzers en finale après prolongations. Il s'agit du 35e titre de l'histoire du club dans la compétition. Grâce à ce succès, le club assure sa participation à la prochaine édition de la Coupe UEFA.

## Premier tour
| Équipe 1           | Résultat | Équipe 2             |
| ------------------ | -------- | -------------------- |
| FC Balzers II      | 2 - 0    | FC Triesenberg       |
| FC Schaan II       | 3 - 4 ap | FC Ruggell           |
| FC Vaduz III       | 2 - 3 ap | USV Eschen/Mauren II |
| FC Ruggell II      | 0 - 3    | FC Schaan            |
| FC Schaan Azzurri  | 0 - 12   | FC Vaduz             |
| FC Triesen Español | 0 - 9    | FC Balzers           |
| FC Triesenberg II  | 0 - 6    | USV Eschen/Mauren    |
| FC Vaduz II        | 0 - 3    | FC Triesen           |

## Quarts de finale
| Équipe 1             | Résultat | Équipe 2          |
| -------------------- | -------- | ----------------- |
| FC Schaan            | 1 - 2    | FC Balzers        |
| FC Triesen           | 0 - 4    | USV Eschen/Mauren |
| FC Balzers II        | 0 - 12   | FC Vaduz          |
| USV Eschen/Mauren II | 1 - 2    | FC Ruggell        |

## Demi-finales
| Équipe 1          | Résultat | Équipe 2   |
| ----------------- | -------- | ---------- |
| FC Ruggell        | 1 - 2    | FC Balzers |
| USV Eschen/Mauren | 1 - 3    | FC Vaduz   |

## Finale
| 17 avril 2006 | FC Vaduz                                            | 4 - 2 ap | FC Balzers                      |  |  |
|               | Ritzberger 13e · Antić 71e · Sara 97e · Telser 104e |          | Angelov 40e · Büchel 90e (pen.) |  |  |

- Le FC Vaduz se qualifie pour la Coupe UEFA 2006-2007.